# Farsø
Farsø är en ort i västra Himmerland i Danmark. Orten är en del av Vesthimmerlands kommun men var fram till 2007 huvudort i Farsø kommun. Den har 3 271 invånare (2012).
Under flera århundreden var Farsø en mindre by, men 1894 fick den ett sjukhus och under 1900-talets första årtionden växte den upp omkring länsvägen och järnvägsstationen. Järnvägen nådde orten 1910 och trafiken lades ner 1969.
I orten finns bland annat Farsø kyrka som är en kyrka i romansk stil från 1100-talet med sengotiskt torn och vapenhus.
Från orten är det 12 kilometer till Hvalpsund, 13 kilometer till Års, 25 kilometer till Løgstør och 35 kilometer till Hobro. 